# Sobreira
Sobreira ist eine Kleinstadt im Norden Portugals.

## Verwaltung
Sobreira ist Sitz einer gleichnamigen Gemeinde (Freguesia) im Kreis (Concelho) von Paredes. In ihr leben 4122 Einwohner. (Stand 19. April 2021)
Folgende Ortschaften liegen in der Gemeinde:
| - Aguim - Arco - Casconha - Castromil - Devesa | - Estação - Fonte da Serra - Junqueira - Outeiro - Pinhal | - Quinta - Santa Comba - Sobreira - Valinhos - Vilar |

## Baudenkmäler
Zu den Baudenkmälern der Gemeinde zählen die mittelalterliche Brücke Ponte da Casconha und verschiedene Sakralbauten, darunter die einschiffige Gemeindekirche Igreja Paroquial de Sobreira, nach ihrem Schutzpatron auch Igreja de São Pedro. Das umgangssprachlich auch Igreja Velha (alte Kirche) genannte Gotteshaus von 1642 verfügt über eine Seitenkapelle und einen Glockenturm, und birgt im Inneren u. a. einen Hochaltar aus bemaltem Holz und Seitenaltäre.

## Persönlichkeiten
- Pompeu de Sá Leão e Seabra (1908–1973), römisch-katholischer Ordensgeistlicher, Bischof von Malanje